# Günz-Haslach-Interglazial
Das Günz-Haslach-Interglazial (auch Günz-Haslach-Warmzeit) ist die eine Warmzeit des Pleistozäns der Alpen. Sie liegt zwischen Günz- und Haslach-Kaltzeit.

## Gliederung
Das Günz-Haslach-Interglazial ist definiert als Erosionphase, die auf die Günz-Kaltzeit folgt, und der Haslach-Kaltzeit voranging. Sie entspricht damit der Schichtlücke zwischen den Zeiler Schottern in Schwaben und den Haslacher Schottern nordöstlich des Rheingletschers. Ablagerungen aus dem Zeitraum des Günz-Haslach-Interglazials sind bisher nur als Verwitterungsbildung (Boden) auf den Zeiler Schottern nachgewiesen. Die Erosion während des Interglazials ist sehr ausgeprägt, und die Zusammensetzung der Schotter vorher und nachher ist unterschiedlich.
Das Interglazial ist möglicherweise mit dem MIS 15 zu korrelieren. In diesem Fall hätte es ein Alter von etwa 540.000 bis 600.000 Jahren. Es gibt allerdings Hinweise darauf, dass das Interglazial älter ist als MIS 15.
Das Günz-Haslach-Interglazial entspricht zumindest teilweise den schweizerischen Deckenschotter-Vergletscherungen.